# 錫布魯克 (新罕布什爾州)
錫布魯克（英語：Seabrook）是一個位於美國新罕布什爾州羅京安縣的鎮。

## 人口
根據2020年美國人口普查的數據，錫布魯克的面積為25.13平方千米，當中陸地面積為23.25平方千米，而水域面積為1.88平方千米。當地共有人口8401人，而人口密度為每平方千米334人。